# Christopher
Christopher – miasto w Stanach Zjednoczonych, w stanie Illinois, w hrabstwie Franklin.